# Serrat de la Móra
El Serrat de la Móra és un serrat del municipi de Gavet de la Conca, dins del territori de l'antic terme de Sant Serni. És la continuació cap a l'oest del Serrat de l'Audilo.